# Pablo Redondo
Pablo Redondo Martínez, (Casinos, Comunidad Valenciana, 17 de abril de 1982) es un exfutbolista y entrenador español. Jugó de centrocampista y su primer equipo fue el Valencia CF Mestalla. 

## Trayectoria

### Como jugador
Es un centrocampista formado en las categorías inferiores del Valencia CF hasta que en la temporada 2002-2003 disputa algunos amistosos y debuta en partido oficial con el primer equipo ché en el Estadio Sánchez Pizjuan frente al Sevilla FC, en la última jornada de liga. 
En la temporada 2004-2005 realizó la pretemporada con el primer equipo e incluso viajó a la gira de Japón donde disputó un encuentro contra el Kashima Antlers como titular, pero tras la pretemporada se fue cedido al Albacete Balompié de la Primera División de España, donde jugó dos temporadas con el que anota 8 goles en 48 partidos.
Tras el descenso a Segunda del conjunto manchego, Pablo se marcha al Getafe CF donde juega durante tres temporadas, pasando la última en blanco por una lesión de gravedad. 
En 2008 ficha por el Nàstic de Tarragona de la Segunda División y dos años después por el Xerez Club Deportivo de la Segunda División. 
En la temporada 2012-2013 ficha por el Hércules CF de la Segunda División. 
En verano de 2014 firma con el CD Eldense de la Segunda División B, donde permanece hasta 2016. Ese año comienza un peregrinaje por la Tercera División valenciana que le lleva al CD Torrevieja, Silla C.F. y CD Olimpic de Xàtiva.

### Como entrenador
Tras retirarse como jugador en 2019, se formaría como entrenador y en la temporada 2022-23, trabaja en las categorías inferiores del Club Deportivo Roda, club afiliado al Villarreal CF.
En agosto de 2024, sería el encargado de dirigir como entrenador la edición 35 de Sesiones AFE durante la concentración en Oliva Nova.
El 25 de septiembre de 2024, firma como segundo entrenador de Jandro Castro en el FC Cartagena de la Segunda División de España. El 12 de enero de 2025, tras la destitución de Jandro Castro, abandonaría el cuerpo técnico del FC Cartagena.

## Clubes

### Como jugador
- 2000/2001 Valencia CF Mestalla - Tercera División
- 2001/2002 Valencia CF Mestalla - Segunda División B
- 2002/2003 Valencia CF Mestalla - Segunda División B
- 2003/2004 Albacete Balompié- Primera División
- 2004/2005 Albacete Balompié - Primera División
- 2005/2008 Getafe Club de Fútbol - Primera División
- 2008/2010 Gimnàstic de Tarragona - Segunda División
- 2010/2012 Xerez Club Deportivo - Segunda División
- 2012/2013 Hércules C.F. - Segunda División
- 2014/2016 CD Eldense - Segunda División B
- 2016 CD Torrevieja - Tercera división
- 2016/2017 Silla C.F. - Tercera División
- 2017 CD Olimpic de Xàtiva - Tercera División
- 2018/2019 UD Castellonense - Preferente Valenciana

### Como entrenador
- 2022/2023 2º entrenador del Club Deportivo Roda - Categorías inferiores
- 2024/2025 2º entrenador del FC Cartagena - Segunda División de España.